# 格拉博茨
格拉博茨，是匈牙利托尔瑙州所辖的一个村。总面积13.73平方公里，总人口167，人口密度12.2人/平方公里（2011年1月1日）。